# Sieben Ohrfeigen
Sieben Ohrfeigen ist eine deutsche Screwball-Komödie der Universum Film aus dem Jahr 1937, die am 3. August 1937 im Gloria-Palast in Berlin Premiere feierte.

## Inhalt
William Tenson MacPhab hat mit Aktien des Stahlmagnaten Astor Terbanks aus London an der Börse seinen gesamten Einsatz verloren und macht Terbanks persönlich für diesen Schaden verantwortlich. Er will ihn zur Rede stellen und verschafft sich Zutritt zu Terbanks' Büro, indem er sich im Vorzimmer als dessen Sohn ausgibt. Als Terbanks erfährt, dass Tenson kein großes Vermögen, sondern gerade einmal sieben Pfund verloren hat, lässt er den Kleinaktionär vor die Tür setzen. Doch Tenson lässt sich diese Behandlung nicht gefallen. Am nächsten Tag kündigt er über eine Zeitung an, Terbanks in den kommenden Tagen täglich eine Ohrfeige zu verpassen – für jedes der sieben verlorenen Pfund eine. Tatsächlich gelingt es Tenson in den folgenden Tagen, seinem Widersacher täglich eine Ohrfeige zu verpassen. Das passiert in den unmöglichsten und unerwartetsten Situationen und unter zunehmender Anteilnahme und Schadenfreude der Presse und der Öffentlichkeit. Terbanks' Tochter Daisy will dieses in ihren Augen unwürdige Schauspiel beenden und gibt sich als eine Bewunderin von Tenson aus, um ihn zu treffen und von seinem Vorhaben abzubringen. Sie wird schnell durchschaut und es setzt weitere Ohrfeigen für Terbanks. Auch ein Detektiv, mehrere Leibwächter und ein als Terbanks-Double engagierter Verwandlungskünstler können das nicht verhindern. Gleichzeitig deutet sich der Beginn einer Romanze zwischen Daisy und William Tenson an. Daisy lockt William schließlich aus London weg und nach Schottland. Sie hofft, die finale siebte Ohrfeige durch die große räumliche Entfernung verhindern zu können. Gleichzeitig verschanzt sich Terbanks im Tresorraum seiner Firma. Doch der gewitzte Tenson hat einen Plan. Er will sich mit Daisy in Gretna Green nach alter Tradition vom Dorfschmied trauen lassen und hat dies Terbanks mitteilen lassen. Weil dieser sofort nach Schottland eilt, um die Hochzeit zu verhindern, holt er sich in der Dorfschmiede von Gretna Green die finale siebte Ohrfeige unfreiwillig selbst ab. Terbanks gibt sich nun geschlagen und willigt ein, als William Tenson um die Hand von Daisy anhält. Die beiden werden noch vor Ort getraut.

## Musik
- Ich tanze mit dir in den Himmel hinein
- Chinamann